# Jean Marais
Jean-Alfred Villain-Marais (Cherbourg, 1913. december 11. – Cannes, 1998. november 8.) francia színész, filmrendező, író, festő, szobrászművész, fazekas-keramikus, kaszkadőr és újító.

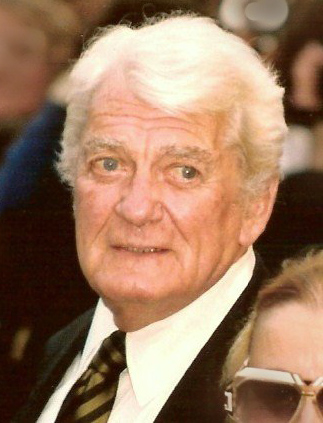
Jean Marais Cannes-ban (1991)

## Élete
Marais 1913-ban született Cherbourgban. Rendkívül hányattatott gyerekkora volt. Apja, aki születése után nem sokkal bevonult katonának, a háborúból visszatérve nem ismerte meg fiát. Az erőszakos apa elől anyja a három gyerekkel a nagyszülőkhöz menekült. Anyja, kleptomániás lévén, többször is bolti lopásba keveredett, a kis Jeannak kellett vigyáznia rá. A középiskolából kirúgták, mivel osztálytársai szórakoztatására női ruhába öltözött, és egy tanárával flörtölt. 
Az iskola elhagyása után fényképészsegédnek állt, majd nem sokkal később színjátszásórákat hallgatott. 1933-tól kisebb szerepeket kapott különböző filmekben, de karrierje akkor indult igazán el, amikor 1937-ben megismerkedett Jean Cocteau-val. A költő-rendező azonnal beleszeretett a jóképű Marais-ba, és bár a kettejük közötti szerelmi viszony 1949-ben véget ért, még két évtizedig tartott köztük a szoros barátság és munkakapcsolat. 
Marais a francia újhullám hatvanas évekbeli térhódításáig az első számú francia színésznek számított. Elsősorban kosztümös filmekben játszott, neve sokáig egyet jelentett a romantikus hős figurájával. Az 1960-as évek végén karrierjének bealkonyult, ekkor léptek ugyanis színre új, fiatal színészlegendák, mint Jean-Paul Belmondo és Alain Delon. Marais tudomásul vette mindezt és visszavonult, de ezentúl festészettel és fazekassággal kezdett el foglalkozni, amelyben szintén kimagaslót alkotott. Ismertebb alkotásai egyike a Párizsban látható A faljáró című szobor.
Jean Marais szív- és érrendszeri betegségben halt meg Cannes, Alpes-Maritimes-ben, 1998. november 8-án, alig egy hónappal 85. születésnapja előtt.

## Filmjei
- 1996 – Lopott szépség (Stealing Beauty)
- 1985 – Parking
- 1970 – Peau d’âne
- 1966 – Az Angyal lesen (Le saint prend l’affut)
- 1966 – Fantomas a Scotland Yard ellen (Fantômas contre Scotland Yard)
- 1966 – Sept hommes et une garce
- 1965 – Fantomas visszatér (Fantômas se déchaîne)
- 1965 – Train d’enfer
- 1964 – Fantomas (Fantômas); Fandor
- 1964 – Hajsza a gyémántokért (Le Gentleman de Cocody)
- 1962 – Párizs rejtelmei (Les mystères de Paris)
- 1962 – Poncius Pilátus (Ponzio Pilato)
- 1962 – A vasálarcos (Le Masque de fer)
- 1961 - Fracasse kapitány
- 1961 – Csoda a farkasokkal (Le miracle des loups)
- 1960 – A Kapitány (Le Capitan)
- 1960 – Orfeusz végrendelete (Le testament d’Orphée)
- 1959 – A púpos (Le Bossu)
- 1958 – La Tour színre lép (La Tour, prends garde!)
- 1957 – Fehér éjszakák (Le notti bianche)
- 1957 – Tájfun Nagaszaki felett (Typhon sur Nagasaki)
- 1956 – Elena és a férfiak (Elena et les hommes)
- 1955 – Napóleon (Napoléon)
- 1954 – Monte Cristo grófja  (Le Comte de Monte-Cristo),
- 1954 – A Versailles-i kastély (Si Versailles m’était conté); XV. Lajos király
- 1953 – A kis karmester (L’appel du destin); Lorenzo Lombardi
- 1951 – Csoda csak egyszer történik (Les miracles n’ont lieu qu’une fois)
- 1950 – Üvegkastély (Le château de verre); Rémy Marsay
- 1949 – Orfeusz (Orphée)
- 1948 – A kétfejű sas (L’aigle à deux têtes); Stanislas
- 1948 – Rettenetes szülők (Les parents terribles); Michel
- 1948 – Aux yeux du souvenir; Jacques Forestier
- 1947 – A királyasszony lovagja (Ruy Blas); Ruy Blas / Don César de Bazan
- 1946 – A szép és a szörnyeteg (La belle et la bête); Szörnyeteg / Herceg
- 1945 – Mindenki szeretője (Carmen); Don José
- 1943 – Örök visszatérés (L’éternel retour); Patrice